# Station Spital
Spital is een spoorwegstation van National Rail in Spital, Wirral in Engeland. Het station is eigendom van Network Rail en wordt beheerd door Merseyrail. 